# Badmintonmeisterschaft von Hongkong 1972
Die Badmintonmeisterschaft von Hongkong des Jahres 1972 war die 30. Austragung der nationalen Titelkämpfe von Hongkong im Badminton, damals noch Meisterschaften der britischen Kronkolonie.

## Finalergebnisse
| Disziplin    | Sieger                     | Finalist               | Ergebnis    |
| ------------ | -------------------------- | ---------------------- | ----------- |
| Herreneinzel | Tsoi Fai                   | Robert Tay             | 15-4, 15-4  |
| Herrendoppel | Tsoi Fai Wong Cheong Leong | Robert Tay Ko Ying     | 15-6, 18-14 |
| Mixed        | Tsoi Fai Pang Yuet Mui     | Robert Tay Chu Lai Wan | 2:0         |